# مارلنیس کوستا
مارلنیس کوستا (به اسپانیایی: Marlenis Costa) بازیکن والیبال اهل کوبا است. وی در بین سال‌های ‎۱۹۹۲ تا ۲۰۰۰ میلادی در مسابقات بازی‌های المپیک تابستانی در مجموع ۳ مدال طلا را کسب کرد.